# Tommaso Gherardi del Testa
Tommaso Gherardi del Testa (Terricciola, 30 agosto 1818 – Pistoia, 12 ottobre 1881) è stato uno scrittore italiano.

## Biografia
Tommaso Gherardi del Testa, nobile di nascita, figlio di un cavaliere e ufficiale napoleonico, compì gli studi presso l'Università di Pisa e successivamente conseguì l'avvocatura a Firenze, esercitando la professione di avvocato penalista. Quando era ancora studente, cominciò a scrivere racconti e commedie, sospinto per l'ammirazione per Walter Scott e Carlo Goldoni. 
Esordì nel 1844 con Una folle ambizione riscuotendo un buon successo di pubblico e di critica. Nel 1848 partecipò alla prima guerra d'indipendenza combattendo nella Battaglia di Curtatone e Montanara, dove cadde prigioniero degli Austriaci. Una volta rientrato in patria, non gradì la restaurazione dei Lorena, al punto da isolarsi spesso nel suo castello di Terricciola.
Svolse l'attività di giornalista parallelamente a quella letteraria, collaborando con La Settimana illustrata, La Vedetta e La Speranza. Scrisse romanzi, poesie, ma soprattutto commedie, che gli diedero la fama. Si mise in evidenza anche per alcuni lavori per la maschera di Stenterello.
La sua carriera si concluse con La carità pelosa del 1879.

## Premi
Ricevette quattro volte il premio governativo con i lavori Le due sorelle (1854), L'egoista e l'uomo di cuore (1860), Il vero blasone (1863), La vita nuova (1873).
Nel 1856 ottenne la medaglia d'oro come miglior autore drammatico nello Stato Pontificio con il lavoro intitolato Il padiglione delle mortelle.

## Caratteristiche
Si può considerare come uno dei commediografi del suo tempo più amati dal pubblico, e si caratterizzò per l'ironia con la quale riprese e riaggiornò alcuni elementi tradizionali del teatro del Settecento, legandoli a tematiche sociali a lui contemporanee.
Se la prima parte si caratterizzò per la produzione di lavori di contenuto più leggero, per lo più incentrato sulla vita della borghesia, le opere della maturità risentirono fortemente dell'influenza goldoniana e descrissero più decisamente le tematiche sociali con intenti pedagogici o moraleggianti.

## Opere (selezione)
- Il sistema di Giorgio
- Cogli uomini non si scherza
- Il padiglione delle mortelle
- Il regno di Adelaide
- Il sistema di Lucrezia
- Le false letterate
- La moda e la famiglia
- Le scimmie
- La carità pelosa
- Le coscienze elastiche
- Oro ed orpello
- Il vero blasone